# Kartenlegen

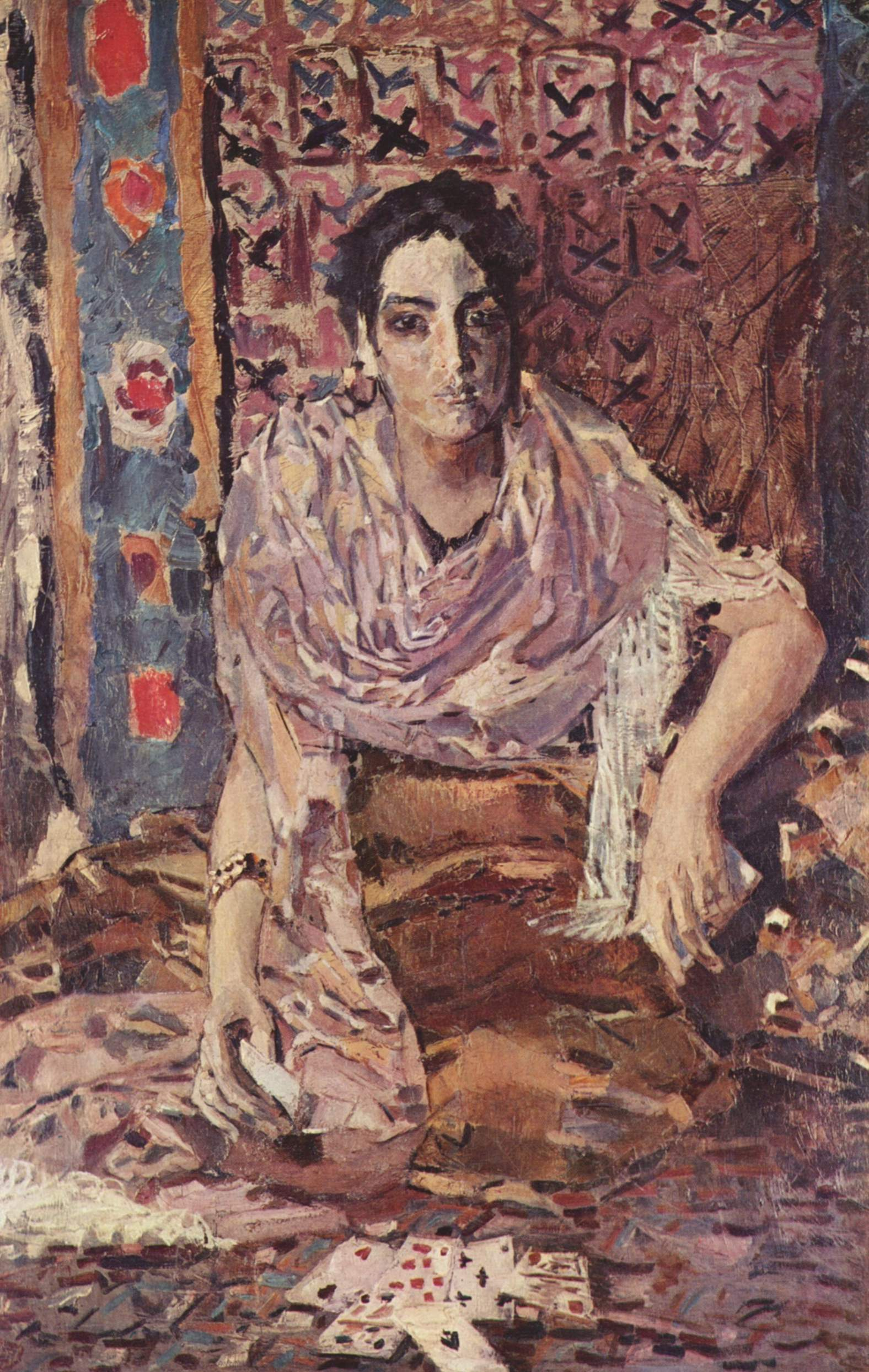
Die Wahrsagerin (1895, Michail Alexandrowitsch Wrubel)

Das Kartenlegen, auch Kartomantie oder Chartomantik (Kartenlegekunst) genannt, ist ein Teilbereich der Wahrsagung. Die sehr neuzeitliche, Ende des 18. Jahrhunderts in Mode gekommene Technik benutzt spezielle oder standardisierte Spielkarten (etwa Lenormand-, Zigeuner-, Kipper- und Tarot-Karten oder auch ein gewöhnliches Skatblatt), um in einem Gespräch zwischen Wahrsager und Kunde oder in einer Legung für sich selbst etwas über Situationen, Personen und zugehörige Fragen aussagen zu wollen. Völlig unabhängig von der Tauglichkeit als ernsthafte Prognose, die bereits im 18. Jahrhundert in Frage gestellt wurde, ist die Technik bis in die Gegenwart beliebt und weit verbreitet.

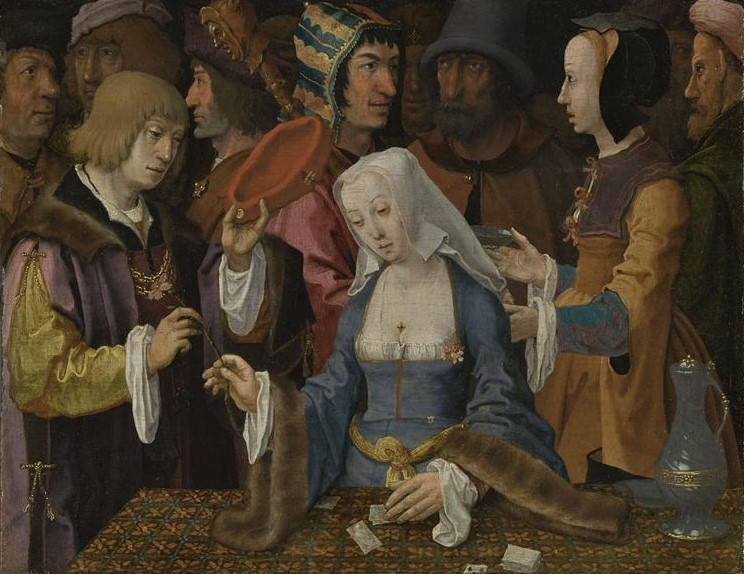
Die Kartenlegerin (ca. 1508, Lucas van Leyden)

## Geschichte
Das Kartenlegen soll ab dem 7. Jahrhundert in China entstanden sein, als sich dort der Holztafeldruck entwickelte, mit dem auch Spielkarten in Mode kamen, die bald als Wahrsagekarten eingesetzt wurden. Im 18. Jahrhundert wurde die Kartomantie hauptsächlich durch französische Okkultisten ein populäres Phänomen, das bis heute anhält. Die populäre Legende vom ägyptischen Ursprung der Karten gehört dazu, tatsächlich wurde die divinatorische Verwendung erst Ende des 18. Jahrhunderts populär gemacht. Sie findet sich weder in früheren Bänden zur Magie noch zu Anwendungen von Spielkarten. Jean-François Alliettes 1783–1784 veröffentlichtes Werk Manière de se recréer avec un jeu de cartes nommées Tarot (frz. 'Wie man sich mit den Tarot genannten Spielkarten zerstreut') gilt als zentrale Grundlage. Eine frühere Herkunft durch fahrendes Volk oder Sinti und Roma  wird oft behauptet und ist Teil von entsprechenden Herkunftslegenden.
Friedrich Christian Avé-Lallemant bestätigte in frühen kriminalistischen Werken die französische Herkunft der Wahrsagekarten. Er sprach sich nicht nur wegen Betrugsmöglichkeiten für ein Verbot des Wahrsagens aus, sondern weil er das Wahrsagen als generell schädlich für die Psyche der Wahrsagerinnen empfand und behauptete, diese würden ungewöhnlich oft durch Suizid aus dem Leben scheiden.

## Vorgang
Die tatsächliche Möglichkeit, die Zukunft vorherzusagen, wurde schon im 18. Jahrhundert nicht mehr groß wissenschaftlich diskutiert. Die dem entgegenstehende, nach wie vor anhaltende Beliebtheit des Kartenlesens hat nach Georges Minois mit einer vor allem therapeutischen Funktion der Wahrsager(in, zumeist Frauen) zu tun, die den oft durch Lebenskrisen verunsicherten Kunden zu neuem Tatendrang motiviere.
Die Kartenleger definieren ihre eigene Tätigkeit als Hilfestellung mit dem Ziel, zur Lösung von Problemen zu gelangen. Die äußeren Umstände des Kartenlesens (etwa durch Verkleidung, Umgebung und besonders symbolhafte Gegenstände) sind von Belang. Dazu mischt der Kartenleger die Karten und breitet sie nach bestimmten Mustern und Bildern aus, wobei die verschiedenen Positionen oftmals Bezeichnungen wie gegenwärtige Situation, Ängste und Hoffnungen oder zukünftige Ereignisse tragen. Aus den vorgegebenen Kartenbedeutungen in Verbindung mit der Kartenposition ist die Kartenlegerin bestrebt, etwas herauslesen, was einen Blick in die Zukunft gestattet und zur Lebensanalyse tauglich sein kann.

## Neuere Entwicklungen des Kartenlegens
Im letzten Drittel des 20. Jahrhunderts verlieh die New-Age-Bewegung der Esoterik und damit auch der Kartomantie eine große Popularität. In dieser Zeit entstanden zahllose Derivate der verbreiteten Kartendecks. Sowohl Printmedien, das Internet, verschiedene Fernsehsender und Telefon-Hotlines als auch spezielle Esoterikszeneläden bieten heute die verschiedensten Spielarten der Kartomantie an.

## Rechtliche Fragen
Bereits im Kaiserreich war das Wahrsagen nicht verboten, wurde aber polizeilich als „asoziale und arbeitsscheue“ Betätigung eingestuft und als potentiell gemeingefährlich und betrügerisch einer stärkeren Kontrolle ausgesetzt. In Sachsen konstatierte der nachmalige Innenminister (SED) Artur Hofmann 1946 eine erhebliche Zunahme des „Wahrsageunwesens“ in den Nachkriegswirren und erließ ein Verbot des gewerblichen Wahrsagens der Chiromantie, der Phrenologie und der Astrologie. Es wurden Strafen von bis zu 150 Reichsmark und die Zuführung zum Arbeitsamt für Wiederaufbau angedroht. Die durchaus harte und verschärfte Behandlung wich nicht vom grundsätzlichen polizeilichen Vorgehen während des Nationalsozialismus oder im Deutschen Reich ab. In den gesamtdeutschen Medien wurde der 1956 vor einem DDR-Gericht verhandelte Fall der „Kartenlegerin von Suhl“, Charlotte Marquardt,  intensiv besprochen. Sie wurde zu einer Zuchthausstrafe von zwölf Jahren verurteilt, nachdem sie beim Kartenlegen etlichen DDR-Bürgern eine erfolgreiche Flucht aus der DDR verheißen hatte und mit einem Exemplar des in Westdeutschland vom Verlag Karl Rohm verlegten Lorcher Astrologischen Kalenders auf das Jahr 1956 verhaftet worden war. Auch die westdeutschen Medien berichteten über diesen und andere Fälle. 1957 wurde eine Kartenlegerin aus Zossen in Luckenwalde vor Gericht gestellt und zu 10 Monaten Gefängnis verurteilt. Sie hatte einer Diebin geraten, zu „verschwinden“, weil ihr möglicherweise eine Zuchthausstrafe drohe.
Inwieweit Honorare für gewerbliches Kartenlegen einklagbar sind, ist in Deutschland juristisch umstritten. Einerseits sind Verträge über offensichtlich unmögliche Leistungen wie Hellsehen nichtig, das heißt, dass der Erbringer kein Anrecht auf die vereinbarte Zahlung hat. Andererseits befand der Bundesgerichtshof 2011, dass auch bei einer objektiv unmöglichen Leistung die Vergütungspflicht nicht entfalle, falls sich beide Vertragsparteien im Rahmen der Vertragsfreiheit über Leistungen geeinigt hätten, die man als „jahrmarktähnliche Unterhaltung“ verstehen könne. Die Klägerin hatte vom Beklagten bereits mehr als € 35.000 für zahlreiche telefonische Lebensberatungen auf der Grundlage von Kartenlegen erhalten und verlangte nun die Begleichung weiterer € 6.700. Der Fall wurde ans Oberlandesgericht Stuttgart zurücküberwiesen und endete mit einem Vergleich.